# Cliona diversityla
Cliona diversityla är en svampdjursart som beskrevs av Sarà 1978. Cliona diversityla ingår i släktet Cliona och familjen borrsvampar.
Artens utbredningsområde är havet utanför Argentina. Inga underarter finns listade i Catalogue of Life.